# Metopistis picturata
Metopistis picturata är en fjärilsart som beskrevs av Rothschild 1909. Metopistis picturata ingår i släktet Metopistis och familjen nattflyn. Inga underarter finns listade i Catalogue of Life.